# Мамер (округ)
Мамер (фр. Mamers) — округ (фр. Arrondissement) во Франции, один из округов в регионе Пеи-де-ла-Луар. Департамент округа — Сарта. Супрефектура — Мамер.
Население округа на 2006 год составляло 146 577 человек. Плотность населения составляет 91 чел./км². Площадь округа составляет всего 1615 км².